# Kai Kazmirek
Kai Kazmirek (Torgau, Alemania, 28 de enero de 1991) es un atleta alemán, especialista en la competición de decatlón, con la que ha logrado ser medallista de bronce mundial en 2017.

## Carrera deportiva
En el Mundial de Londres 2017 gana la medalla de plata en la competición de decatlón, tras el francés Kévin Mayer y de su compatriota el también alemán Rico Freimuth.